# Joseph Willomitzer
Joseph Willomitzer (* 17. April 1849 in Beneschau, Nordböhmen; † 3. Oktober 1900 in Prag) war ein deutscher Journalist und Schriftsteller in Prag.

## Leben
Willomitzer besuchte das Gymnasium in Eger. Nach dem frühen Tod seines Vaters, des Staatsanwalts in Eger, musste er den Schulbesuch in Sexta abbrechen. Er kam als Aushilfe zu Josef Gschihay, der in Franzensbad und Eger Buchhändler und Besitzer der Egerer Zeitung war. Franz Klutschak (1814–1886), Freund seines verstorbenen Vaters und Chefredakteur der nationalliberalen Bohemia, entdeckte Willomitzers außergewöhnliches journalistisches und literarisches Talent. Willomitzer folgte seiner Einladung nach Prag und begann in der Redaktion der Zeitung zu arbeiten. 1884 verfasste er eine belletristische Beschreibung der Franklin-Expedition, an der Klutschaks Sohn Heinrich Klutschak teilgenommen hatte. Als Franz Klutschak zum 10. Oktober 1877 aus der Position des Chefredakteurs ausschied, übernahm Willomitzer den Posten mit Josef Walter. Nach Walters Selbstmord (1888) leitete er die Zeitung allein weiter. Er verfasste Leitartikel und Beiträge für alle Rubriken des Blatts. Darüber hinaus redigierte er die vom Verlagshaus Haase herausgegebenen Verlagskalender. Für sie verfasste er auch Beiträge.
Seit 1885 mit der Tochter des Bildhauers Emanuel Max von Wachstein verheiratet, beteiligte sich Willomitzer am gesellschaftlichen und kulturellen Leben der deutschen Einwohnerschaft Prags, zum Beispiel im Deutschen Schulverein, in der Lese- und Redehalle der deutschen Studenten in Prag und im satirischen Verein Orpheus. Er war Leiter des Vereins Schillerstiftung (1882) und Mitglied des Prager deutschen Schriftstellerverbands Concordia. Wahrscheinlich schon ab 1871 gehörte er mit Friedrich Adler, Josef Bayer (1827–1910), Alfred Klaar, Ottomar Keindl (1842–1925), Hugo Salus, Ottomar Keindl bzw. Emil Faktor zu den Schlüsselfiguren und zu den beliebtesten Persönlichkeiten der Prager deutschen Literaturszene. Im Deutschen Casino Prag organisierte er Vorträge von Gästen aus Österreich (Ludwig Anzengruber, Ludwig August Frankl von Hochwart) und Deutschland (Ludwig Büchner, Felix Dahn, Wilhelm Heinrich Riehl). Für die vereinigte deutsche Kandidatenliste der Deutschen Fortschrittspartei 1888 kandidierte er 1888 erfolglos bei den Ergänzungswahlen zum Böhmischen Landtag. Als er nach kurzer Krankheit gestorben war, wurde er unter großer Beteiligung des deutschsprachigen Prag auf den Friedhöfen Olšany begraben. Im Oktober 1937 wurde in seinem Geburtsort Beneschau ein Bronzegedenkstein enthüllt, der nach 1945 spurlos verschwand.

## Theater
Im Prager Theaterleben wirkte Willomitzer über seine gesellschaftlichen Verbindungen. Von ihm beeinflusst wurden sein Freund Heinrich Teweles, Schauspieldramaturg am Deutschen Theater Prag (1887–1900), der Schauspielkritiker Friedrich Adler und Alfred Klaar, der als Theaterkritiker und -theoretiker im Deutschen Theaterverein eine große Rolle spielte. Wenig ist über Willomitzers Tätigkeit im Prager Verein bzw. Kabarett „Orpheus“ bekannt. Kleinere Texte von ihm finden sich aber auch in den Programmen des Berliner Kabaretts Überbrettl, das im Mai 1901 in Prag gastierte. Ein Beleg für Willomitzers beträchtlichen, wenn auch wenig sichtbaren Einfluss ist die Tatsache, dass das Prager deutsche Theater nach seinem Tod, am 2. Februar 1901, ihm zu Ehren einen Trauerabend organisierte.
Am Prager Deutschen Theater wurden drei Texte Willomitzers gespielt. Für konkrete Anlässe verfasst waren der „Silvester-Scherz“ Prosit Neujahr! (1893) und ein Festspiel zum 25. Jubiläum des deutschen Turnvereins Gut heil! (1892). Seine einaktige Konversationskomödie Die Kritik der reinen Vernunft wurde 1880 aufgeführt. In ihr geht es um das Werben zweier Männer um eine verheiratete Dame, das vom Ehemann der verführten, doch treu liebenden Gattin auf großmütige Art beendet wird. Das Stück wurde 1887 und 1898 wiederaufgenommen; gespielt wurde es noch 1901. Ein Prager deutscher Amateurtheaterverein  setzte es vor Weihnachten 1921 erneut in Szene.